# Consorte
El consorte (del lat. consors, -ortis, participante) es quien, cuando referido a la monarquía, designa al cónyuge del monarca. Su tratamiento es diferente según su sexo y el reino al que pertenece. Con frecuencia, la consorte de un rey se designa como reina, pero el consorte de una reina recibe otro tratamiento muy diferente.

## Definición
Se le llama consorte a la persona que es partícipe y compañera con otra u otras en la misma suerte, en general en términos conyugales, de tal manera que sería marido respecto de la mujer, y mujer respecto del marido.
En derecho consorte significa personas que litigan unidas, formando una sola parte en el pleito.

## España
La consorte del rey es reina consorte y recibe el tratamiento de Majestad. Consorte de la reina es el título que la Constitución Española de 1978 asigna al marido de la Reina de España, titular de la Corona. Por Real Decreto 470/2014, de 13 de junio, se precisó que su dignidad sería la de príncipe, con tratamiento de Alteza Real, prefiriéndose esta a la inexplorada fórmula, también sugerida, de mantener el título constitucional en sus propios términos como dignidad peculiarísima y única (como lo es la de reina consorte), y extenderle asimismo el tratamiento de Majestad, en línea más igualitaria. Estos títulos, dignidades y tratamientos tienen para la consorte o el consorte carácter vitalicio y personal en cualquier caso.
En el caso de los títulos nobiliarios los cónyuges de duques, marqueses, condes, etc. reciben el mismo tratamiento y honores que los titulares de dichas mercedes ya sean varones o mujeres. Los cónyuges viudos mantienen dichos tratamientos mientras permanezcan en tal estado, perdiéndolo en caso de contraer nuevas nupcias.

## Reino Unido
La consorte del rey es la reina con tratamiento de majestad. El consorte de la reina es conocido como príncipe, con tratamiento de alteza real.

## Consortes del mundo vivos actualmente
Se enlista la totalidad de consortes según el continente en la actualidad, en orden alfabético:

### África
| País                   | Imagen | Nombre                        | Título                              | Cónyuge    | Desde                 |
| ---------------------- | ------ | ----------------------------- | ----------------------------------- | ---------- | --------------------- |
| Bandera de Lesoto      |        | Masenate Mohato Seeiso        | Reina consorte de Lesoto            | Letsie III | 18 de febrero de 2000 |
| Bandera de Marruecos   |        | Lalla Salma                   | Princesa consorte de Marruecos      | Mohamed VI | 21 de marzo de 2002   |
| Bandera de Suazilandia |        | Reina Inkhosikati LaMatsebula | Princesa consorte de de Swazilandia | Mswati III | desde 1992            |

### Asia
| País                              | Imagen | Nombre                         | Título                                         | Cónyuge                        | Desde                  |
| --------------------------------- | ------ | ------------------------------ | ---------------------------------------------- | ------------------------------ | ---------------------- |
| Bandera de Baréin                 |        | Sabika bint Ibrahim Al Jalifa  | Reina consorte de Baréin                       | Hamad bin Isa Al Jalifa        | 14 de febrero de 2002  |
| Bandera de Brunéi                 |        | Pengiran Anak Saleha           | Reina consorte de Brunéi                       | Muda Hassanal Bolkiah          | 4 de octubre de 1967   |
| Bandera de Bután                  |        | Jetsun Pema                    | Reina consorte de Bután                        | Jigme Khesar Namgyal Wangchuck | 13 de octubre de 2011  |
| Bandera de Catar                  |        | Jawahir bint Hamad Al Thani    | Jequesa consorte de Qatar                      | Tamim bin Hamad Al Thani       | 25 de junio de 2013    |
| Bandera de Emiratos Árabes Unidos |        | Shamsa bint Suhail Al Mazrouei | Jequesa consorte de los Emiratos Arabes Unidos | Jalifa bin Zayed Al Nahayan    | 3 de noviembre de 2004 |
| Bandera de Japón                  |        | Emperatriz Masako              | Emperatriz consorte de Japón                   | Emperador Naruhito             | 1 de mayo de 2019      |
| Bandera de Jordania               |        | Rania de Jordania              | Reina consorte de Jordania                     | Abdalá II                      | 22 de marzo de 1999    |
| Bandera de Malasia                |        | Raja Zarith Sofiah             | Raja Permaisuri Agong de Malasia               | Ibrahim Ismail de Johor        | 31 de enero de 2024    |
| Bandera de Tailandia              |        | Sirikit                        | Reina viuda de Tailandia                       | Bhumibol Adulyadej             | 28 de abril de 1950    |

### Europa
| País                        | Imagen | Nombre                   | Título                         | Cónyuge                                 | Desde                   |
| --------------------------- | ------ | ------------------------ | ------------------------------ | --------------------------------------- | ----------------------- |
| Bandera de Bélgica          |        | Mathilde d'Udekem d'Acoz | Reina de los belgas            | Felipe de Bélgica                       | 21 de julio de 2013     |
| Bandera de Dinamarca        |        | Mary Donaldson           | Reina consorte de Dinamarca    | Federico X de Dinamarca                 | 14 de enero de 2024     |
| Bandera de España           |        | Letizia Ortiz            | Reina consorte de España       | Felipe VI de España                     | 19 de junio de 2014     |
| Bandera de Luxemburgo       |        | María Teresa Mestre      | Gran duquesa de Luxemburgo     | Enrique de Luxemburgo                   | 7 de octubre de 2000    |
| Bandera de Mónaco           |        | Charlene Wittstock       | Princesa de Mónaco             | Alberto II de Mónaco                    | 1 de julio de 2011      |
| Bandera de Noruega          |        | Sonja Haraldsen          | Reina de Noruega               | Harald V de Noruega                     | 17 de enero de 1991     |
| Bandera de los Países Bajos |        | Máxima Zorreguieta       | Reina de los Países Bajos      | Guillermo Alejandro de los Países Bajos | 30 de abril de 2013     |
| Bandera del Reino Unido     |        | Camilla Shand            | Reina consorte del Reino Unido | Carlos III del Reino Unido              | 8 de septiembre de 2022 |
| Bandera de Suecia           |        | Silvia Sommerlath        | Reina de Suecia                | Carlos XVI Gustavo de Suecia            | 19 de junio de 1976     |

### Oceanía
| País             | Imagen | Nombre                      | Título                  | Cónyuge              | Desde               |
| ---------------- | ------ | --------------------------- | ----------------------- | -------------------- | ------------------- |
| Bandera de Samoa |        | Masiofo Faʻamausili Leinafo | Reina consorte de Samoa | Vaaletoa Sualauvi II | 21 de julio de 2017 |
| Bandera de Tonga |        | Nanasipauʻu Tukuʻaho        | Reina consorte de Tonga | Tupou VI             | 18 de marzo de 2012 |